# Acuariceras
Acuariceras – rodzaj amonitów.
Żył w okresie jury (kelowej).